# Hans Bock (Funktionshäftling)
Hans Bock (* 1901; † zwischen November 1943 und Januar 1945 in Łagisza) war ein deutscher Funktionshäftling im KZ Sachsenhausen und im KZ Auschwitz.
Bock war als sogenannter „Vorbeugehäftling“ inhaftiert. Er soll wegen Unterschlagungen vorbestraft gewesen sein. Laut dem Auschwitzüberlebenden Kazimierz Szczerbowski wurde Bock bald nach der Machtergreifung 1933 als so genannter „Berufsverbrecher“ in ein Konzentrationslager eingewiesen. Bevor er nach Auschwitz überstellt wurde, arbeitete er im Krankenbau des KZ Sachsenhausen. Bock gehörte mit der Häftlingsnummer 5 zu den 30 deutschen sogenannten kriminellen Häftlingen, die am 20. Mai 1940 als erste Internierte in das neu errichtete KZ Auschwitz verlegt wurden, um dort für den Lagerbetrieb als Funktionshäftlinge verwendet zu werden.
Im Stammlager führte Hans Bock als Kapo, Block- und erster Lagerältester des Häftlingskrankenbaus dort die Verwaltung und die Aufsicht. So war es ihm laut Władysław Fejkiel möglich, begehrte Posten innerhalb des Krankenreviers mit Personen seiner Wahl zu besetzen. Dieser Personenkreis soll sich ausschließlich aus jungen Männern zusammengesetzt haben, für die er eine Zuneigung gehegt haben soll. Eine ärztliche Behandlung von Häftlingen durch andere fachkundige Gefangene war im Lager grundsätzlich untersagt. Nach den späteren Zeugenaussagen der internierten Mediziner Stanisław Kłodziński und Władysław Fejkiel missachtete der morphinabhängige Bock jedoch das Verbot, indem er bewusst die inhaftierten Ärzte praktizieren ließ.
Der erste Schreiber des Häftlingskrankenbaus Szczerbowski äußerte nach Kriegsende, dass Bock „ganz sicher der menschlichste unter den dreißig Kapos, die nach Auschwitz gebracht worden waren“, gewesen sei. „Er entschied persönlich über jede Aufnahme im Spital. […] Er war für jeden Bereich des Krankenbaubetriebes verantwortlich und kümmerte sich um jeden Kranken. Mit der Zeit ließ er den polnischen Ärzten größere Freiheit. Vor überlegenem Fachwissen hatte er Respekt“. Auch der unter Bock arbeitende Blockälteste Emil de Martini äußerte sich positiv: „Er war nicht schlecht. Nie schlug er einen Häftling oder brüllte ihn an. Kranken half er, so gut er konnte.“
Nach dem Kalendarium der Ereignisse im Konzentrationslager Auschwitz-Birkenau von Danuta Czech musste Bock bei der Ermordung von Häftlingen durch das Injizieren von Phenol mitwirken. So tötete er am 14. August 1941 den Franziskaner P. Maximilian Kolbe OFMConv und drei weitere Gefangene im „Hungerbunker“ des Blocks 11. Der Schutzhaftlagerführer Karl Fritzsch hatte Ende Juli 1941 als Vergeltung für die mutmaßliche Flucht eines Häftlings angeordnet, dass zehn Gefangene den Hungertod sterben sollten. Kolbe war daraufhin freiwillig an die Stelle des Familienvaters Franciszek Gajowniczek getreten. Als der Bunker für neue Todeskandidaten benötigt wurde, beschloss die Lagerleitung, die noch lebenden Häftlinge durch Giftspritzen zu töten.
Laut dem Auschwitzüberlebenden Hermann Langbein wurde nach Bekanntwerden von Bocks Sucht und homosexuellen Beziehungen seitens der Politischen Abteilung gegen diesen ermittelt. Schließlich sollen die jungen Polen, mit denen er eine Liebschaft hatte, in Block 11 gesperrt worden sein. Bock selbst wurde im Frühjahr 1943 als Blockältester nach Buna verlegt. Nach Angaben des SS-Oberscharführers Herbert Scherpe war dessen Umsetzung aufgrund einer innerdienstlichen Zuwiderhandlung erfolgt. So soll Bock Medikamente falsch gelagert haben, wie er Martini schrieb. Im November 1943 schloss sich seine Verlegung in das Außenlager Lagischa an, wo Hans Bock Lagerältester des dortigen Häftlingskrankenbaus wurde.
Mit der Einnahme einer Überdosis Morphium verübte Bock im Außenlager Lagischa Selbstmord. Nach anderer Angabe sei er am Fleckfieber gestorben.

## Nachweise
1. ↑  Angelika Königseder: Konzentrationslager Auschwitz. In: Wolfgang Benz, Barbara Distel (Hrsg.): Der Ort des Terrors. Geschichte der nationalsozialistischen Konzentrationslager. Band 5: Hinzert, Auschwitz, Neuengamme. C.H. Beck, München 2007, ISBN 978-3-406-52965-8, S. 268.
2. 1 2 3  Hermann Langbein: Menschen in Auschwitz., Ullstein, Frankfurt/M., Berlin, Wien 1980, ISBN 3-548-33014-2, S. 249f.
3. 1 2  Kazimierz Szczerbowski: Der erste Schreiber im Revier von Auschwitz. Erinnerungen. In: Hamburger Institut für Sozialforschung (Hrsg.): Die Auschwitz-Hefte, Band 1; Roger & Bernhard Verlag, Hamburg 1994, ISBN 3-8077-0282-2, S. 158.
4. 1 2 3 4  Ernst Klee: Auschwitz. Täter, Gehilfen, Opfer und was aus ihnen wurde. Personenlexikon. Frankfurt/M. 2013, S. 53f.
5. ↑   Transport 20. Mai 1940 Sachsenhausen (online)
6. ↑  Danuta Czech: Kalendarium der Ereignisse im Konzentrationslager Auschwitz-Birkenau 1939–1945. Rowohlt, Reinbek 1989, S. 111.
7. ↑  1. Frankfurter Auschwitz-Prozess, Brief vom Angeklagten Scherpe (online) (Memento des Originals vom 31. Januar 2016 im Internet Archive)  Info: Der Archivlink wurde automatisch eingesetzt und noch nicht geprüft. Bitte prüfe Original- und Archivlink gemäß Anleitung und entferne dann diesen Hinweis.
8. ↑  1. Frankfurter Auschwitz-Prozess, Vernehmung des Zeugen Emil de Martini (online) (Memento des Originals vom 31. Januar 2016 im Internet Archive)  Info: Der Archivlink wurde automatisch eingesetzt und noch nicht geprüft. Bitte prüfe Original- und Archivlink gemäß Anleitung und entferne dann diesen Hinweis.

| Personendaten    | Personendaten                          |
| ---------------- | -------------------------------------- |
| NAME             | Bock, Hans                             |
| KURZBESCHREIBUNG | deutscher Funktionshäftling            |
| GEBURTSDATUM     | 1901                                   |
| STERBEDATUM      | zwischen November 1943 und Januar 1945 |
| STERBEORT        | Łagisza                                |